# یاروسلاو پودلسنیخ
یاروسلاو پودلسنیخ (روسی: Ярослав Игоревич Подлесных؛ IPA: [ɪ̯ɪrɐˈsɫaf pɐˈdlʲesnɨx]؛ زادهٔ ۳ سپتامبر ۱۹۹۴) بازیکن والیبال اهل روسیه است.
وی در مسابقات کشوری و بین‌المللی در مجموع برندهٔ ۱ مدال نقره شده‌است.